# Zilverstreep
De zilverstreep (Deltote bankiana) is een vlinder uit de familie van de Noctuidae (uilen). Hij vliegt zowel 's nachts als overdag. Overdag is hij makkelijk op te verstoren, waarna hij na een korte vlucht weer op een grasspriet gaat zitten, met de kop naar beneden. De vlinder heeft een voorvleugellengte van 10 tot 12 millimeter. De soort overwintert als pop in een cocon die laag in het gras verborgen is. De soort komt verspreid over Europa voor.

## Waardplanten
De zilverstreep heeft allerlei grassen, zoals veldbeemdgras en pijpenstrootje als waardplanten.

## Voorkomen in Nederland en België
De zilverstreep is in Nederland en België een gewone soort, die verspreid over het hele gebied voorkomt. De vliegtijd is van begin mei tot begin augustus in één generatie. Soms is er een (partiële) tweede generatie tot eind september.